# Long Harbour-Mount Arlington Heights
Long Harbour-Mount Arlington Heights är en ort i Kanada.   Den ligger i provinsen Newfoundland och Labrador, i den östra delen av landet, 1 700 km öster om huvudstaden Ottawa. Long Harbour-Mount Arlington Heights ligger 146 meter över havet och antalet invånare är 298.
Terrängen runt Long Harbour-Mount Arlington Heights är huvudsakligen platt, men österut är den kuperad. Havet är nära Long Harbour-Mount Arlington Heights åt sydväst. Trakten runt Long Harbour-Mount Arlington Heights är nära nog obefolkad, med mindre än två invånare per kvadratkilometer.. Närmaste större samhälle är Norman's Cove-Long Cove, 19,9 km nordost om Long Harbour-Mount Arlington Heights.
I omgivningarna runt Long Harbour-Mount Arlington Heights växer i huvudsak blandskog.